# Chianale
Pour les articles homonymes, voir Canal.
Chianale (en français La Chenal) est un hameau de la commune de Pontechianale dans la province de Coni dans le Piémont.
Sur les hauteurs de Pontechianale, la rivière Varaita, traversée par un pont en pierre, coupe en deux le village de Chianale.
À 1 800 m d'altitude, c'est le dernier village avant le Col Agnel (Colle dell'Agnello en italien) pour rejoindre Molines-en-Queyras dans les Hautes-Alpes côté Français.

## Histoire

### La communauté de Chenal: terre d'empire, possession française, puis piémontaise

#### La République des Escartons libres
De 1142 à 1349, Chianale fait partie du Dauphiné de Viennois, principauté du Saint Empire Romain Germanique.
Cependant, le val Varaita va bénéficier d'une grande autonomie dès le 14e siècle. En 1343, grâce à la "grande charte" octroyée par le dernier dauphin de Viennois, Humbert II de Viennois, la communauté de Chenal (Chianale), avec Pont (Pontechianale), Château Dauphin et Bellino, forme l’une des cinq Républiques des Escartons libres, territoires montagnards bénéficiant d’un statut particulier leur conférant une grande autonomie, de part et d'autre des Alpes françaises et italiennes.
Au Moyen Âge, tant en raison de la grande charte que de sa situation géographique, le Varaita semble avoir été préservé des guerres delphino-savoyardes, guerres médiévales ayant opposé pendant plus de cent ans le Dauphiné, Terre d’Empire, au comté de Savoie  Malgré les changements de souveraineté opérés ultérieurement, le régime autonome de la République des Escartons survivra dans le Val Varaita jusqu’en 1802 alors qu'il disparaissait côté français avec la grande révolution de 1789.

#### Possession française pendant près de quatre siècles
Le dernier Dauphin, Humbert II déjà très endetté par un train de vie fastueux, sans héritier, achève de se ruiner en partant en croisade en 1345/1347 . La convoitise de la maison capétienne des Valois qui régnait sur la France trouve là bonne opportunité pour asservir le Dauphiné à la couronne de France. Après avoir cédé bonne partie des droits seigneuriaux aux territoires qui formeront la République des Escartons libres, la province est vendue au roi des France Philippe VI de Valois par le traité de Romans le 30 mars 1349. Le Dauphiné de viennois est vendu au royaume de France pour devenir la province du Dauphiné.
La vallée s’étendant du col de l’Agnel jusqu’à Château Dauphin reste possession de la couronne de France jusqu’en 1713.

#### Possession piémontaise après le traité d'Utrecht
En 1713, le traité d’Utrecht redéfinit la frontière dans les Alpes. Les vallées tournées vers l’est deviennent possessions de la principauté de Piémont, sur laquelle règne la maison de Savoie.
Le 19 juillet 1744, dans le cadre de la guerre de succession d’Autriche, se déroule à proximité la bataille de Pierrelongue opposant une armée franco-espagnole commandée par le prince de Conti à l’armée sarde de Charles-Emmanuel III. Ce dernier étant vaincu. Cependant, ni les guerres du 18e siècle, ni celles de la Révolution et de l'Empire ne remettront en cause le rattachement piémontais du val Varaita issu du traité d'Utrecht de 1713.
Chianale reste ainsi possession du Piémont et suivra désormais le cours de son histoire.

## Patrimoine

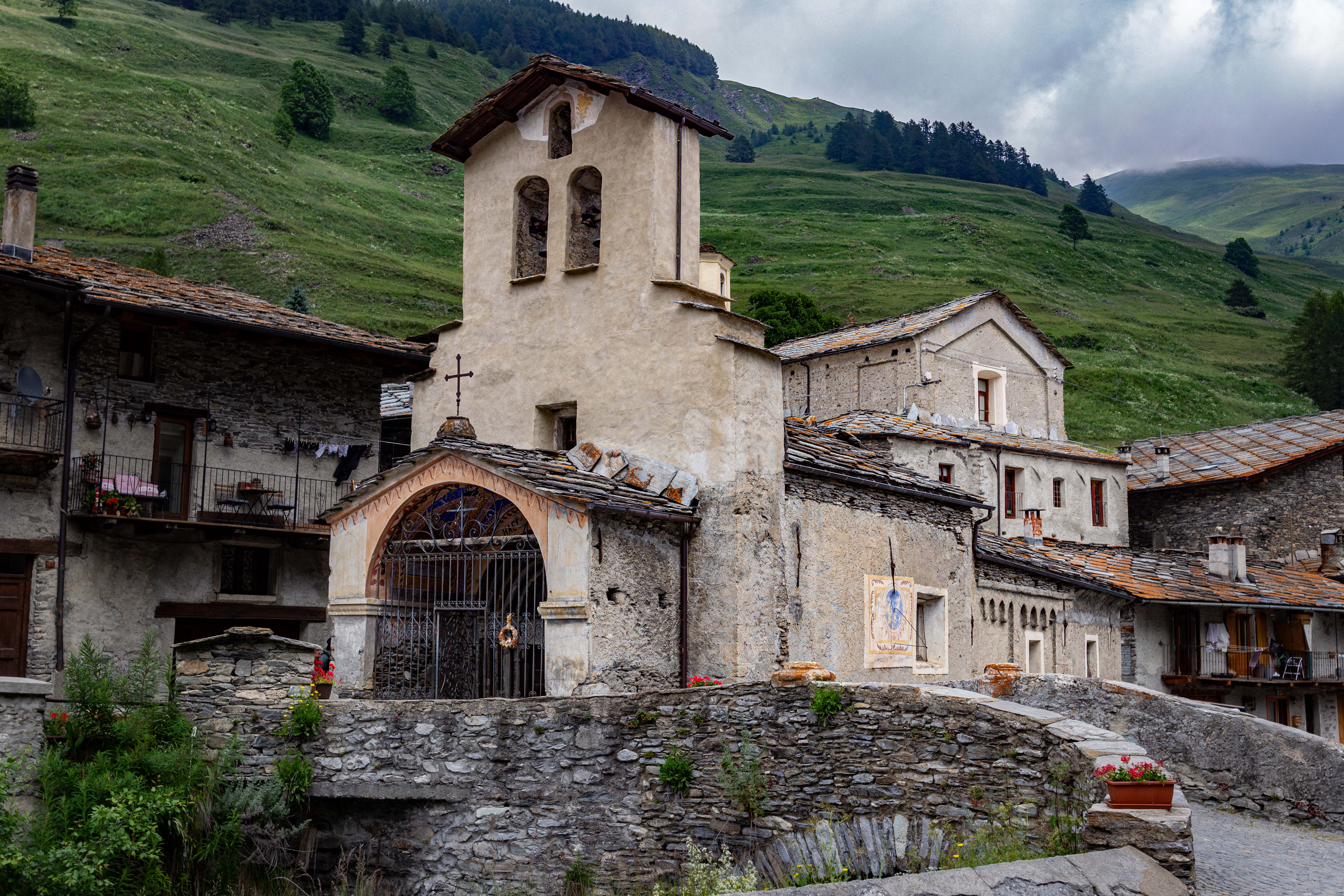
église Sant'Antonio de Chianale

- église Sant'Antonio[7] (en italien Chiesa di Sant'Antonio (Chianale)).
- église San Lorenzo[7].
- Le Museo del Costume e dell'artigianato tessile ouvert en 2009 à Chianale, expose les costumes traditionnels de la commune.